# Municipio de Denver (Dakota del Norte)
El municipio de Denver (en inglés: Denver Township) es un municipio ubicado en el condado de Sargent en el estado estadounidense de Dakota del Norte. En el año 2010 tenía una población de 57 habitantes y una densidad poblacional de 0,62 personas por km².

## Geografía
El municipio de Denver se encuentra ubicado en las coordenadas 46°13′58″N 97°56′4″O / 46.23278, -97.93444. Según la Oficina del Censo de los Estados Unidos, el municipio tiene una superficie total de 91.79 km², de la cual 90,31 km² corresponden a tierra firme y (1,61 %) 1,48 km² es agua.

## Demografía
Según el censo de 2010, había 57 personas residiendo en el municipio de Denver. La densidad de población era de 0,62 hab./km². De los 57 habitantes, el municipio de Denver estaba compuesto por el 94,74 % blancos, el 1,75 % eran asiáticos, el 3,51 % eran de otras razas. Del total de la población el 3,51 % eran hispanos o latinos de cualquier raza.